# Карпатит
Карпатит — рідкісний органічний мінерал, що складається з поліциклічного ароматичного вуглеводню — коронену (C24H12).

## Історія дослідження
Вперше мінерал був знайдений професором кафедри мінералогії ЛНУ ім. І. Франка, Є. К. Лазаренком, на Закарпатті (Оленьово). Він був вивчений і описаний у 1955 році як новий мінерал професором кафедри кристалографії Г. Л. Піотровським. Мінерал названий на честь Карпат.
У 1967 році, не знаючи про публікацію Г. Л. Піотровського, Джозеф Мердок описав зразок цього мінералу з району Пік Пікачо в окрузі Сан-Беніто, штат Каліфорнія, і назвав його "пендлетоніт" (англ. pendletonite) на честь Нормана Пендлетона, який першим запідозрив, що досліджуваний мінерал не є валентинітом. Мінерал був ідентифікований як коронен спираючись на результати аналізу хімічного складу, температури плавлення та УФ-спектроскопії. Мас-спектрометрія вказала на високу чистоту мінералу, мала кількість домішок (1,4 %) була ідентифікована як метил-похідна коронену.
Кристалічна структура мінералу з просторовою групою симетрії P21/a була встановлена Такуя Ечіґо у 2007 році.

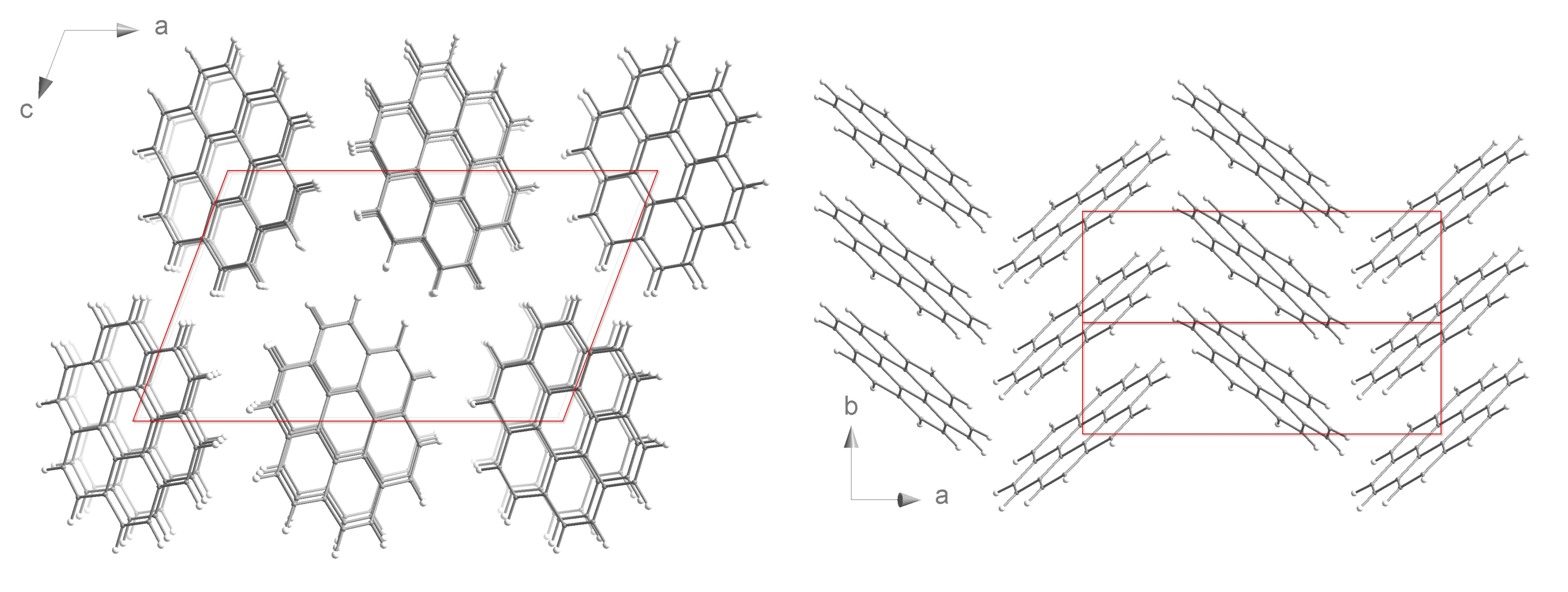
Кристалічна структура карпатиту. Атоми гідрогену — білі, карбону — сірі. Червоні лінії — межі елементарної кристалічної комірки.

## Опис
Молекули коронену у карпатиті пласкі і належать двом групам з орієнтацією близькою до перпендикулярної. Молекули в межах однієї групи паралельні та частково зміщені одна відносно іншої. Відстань між паралельними молекулами 3,46 Å.
Розмір окремих кристалів зазвичай до 1 см і не перевищує 4-5 см.

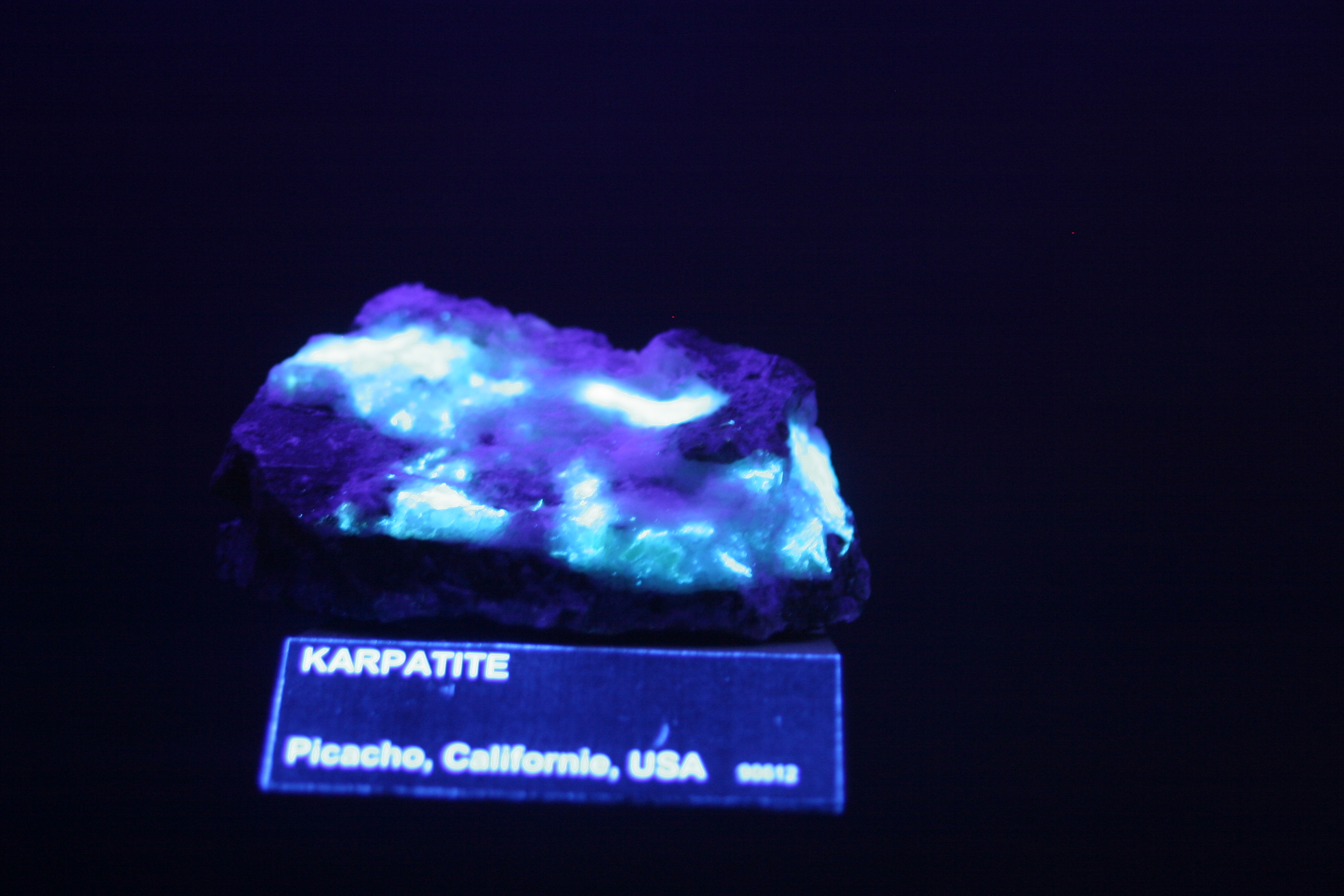
Люмінесценція карпатиту.

Співвідношення ізотопів карбону та морфологія відкладів свідчать про те, що карпатит сформувався з органічної речовини в океанічному осаді у гідротермальному процесі при температурах нижче 250 °C.
Мінерал випромінює синю люмінесценцію (максимум спектру люмінесценції відповідає 462 нм) під дією УФ-випромінювання. Однак при вирощуванні його кристалів в лабораторних умовах, матеріал випромінює зелений колір (максимум спектру люмінесценції — 502 нм) не зважаючи на однаковий хімічний склад та кристалічну структуру. Різниця кольору люмінесценції була пояснена різною текстурою матеріалів на нано-рівні.

## Поширення
У місці відкриття мінералу в Україні, його знаходять в зоні контакту діориту та аргіліту, і асоціюють з ідріалітом (кертисит), аморфними органічними матеріалами, кальцитом, баритом, кварцом, кіноваром, метацинабаритом та марказитом. Мінерал зустрічається у кількох місцях Закарпаття (Оленівське і Вишківське рудні поля, рудопрояв Керецьке).
Зустрічається також в Пряшівському краї Словаччини та на Камчатці.
У Каліфорнії карпатит зустрічається в жилах пов’язаних з кварцом і кіноваром, у кварцевій матриці. Кристали мають розмір до 10×1×1 мм.

## Цікаві факти
У 2010 "Укрпошта" та Українське мінералогічне товариство створили блок марок "Мінерали України", що включав марки із зображенням карпатиту та деяких інших мінералів України (родоніту, сингеніту (калушит), бурштину, агату та лабрадору).